# Lincoln (film)
Lincoln – amerykański film biograficzny w reżyserii Stevena Spielberga z 2012 roku zrealizowany w oparciu o książkę Team of Rivals: The Political Genius of Abraham Lincoln autorstwa Doris Kearns Goodwin.
W tytułową postać, szesnastego prezydenta Stanów Zjednoczonych Abrahama Lincolna, wcielił się Daniel Day-Lewis. Zdjęcia do produkcji ruszyły 17 października 2011, zaś pracę na planie zakończono 21 grudnia 2011. Film kręcono głównie w Richmondzie i Petersburgu w stanie Wirginia oraz w Chicago. Światowa premiera Lincolna odbyła się 8 października 2012 podczas New York Film Festival.

## Fabuła
DreamWorks zapowiedziało, że film skupi się na walce politycznej Abrahama Lincolna z jednym z członków jego gabinetu w sprawie zniesienia niewolnictwa, a także na końcowym okresie wojny secesyjnej.

## Obsada
- Daniel Day-Lewis jako prezydent Abraham Lincoln[4]

W styczniu 2005 roku Liam Neeson został oficjalnie obsadzony w głównej roli. Neeson rozlegle zapoznawał się z postacią Lincolna, jednak w lipcu 2010 roku zrezygnował z występu w filmie, twierdząc, że „jest już za stary, by wcielić się w Lincolna” (prezydent został śmiertelnie postrzelony w 1865 roku w wieku 56 lat, zaś Neeson odrzucając rolę miał już lat 58). W listopadzie 2010 Neesona zastąpił Daniel Day-Lewis.
- Sally Field jako Pierwsza Dama Mary Todd Lincoln[9]

Field powiedziała o roli: „Móc pracować ze Stevenem Spielbergiem i Danielem Day-Lewisem, a także móc wcielić się w jedną z najbardziej złożonych i barwnych kobiet w historii Stanów Zjednoczonych – lepiej być nie może”, zaś Spielberg przyznał, że Field była zawsze w jego oczach pierwszą kandydatką, by pokazać na ekranie kruchość i kompleksowość żony Abrahama Lincolna. Aktorka specjalnie do roli przytyła 11 kilogramów.
- Joseph Gordon-Levitt jako Robert Todd Lincoln[12]

Robert Todd Lincoln był najstarszym synem pary prezydenckiej. 14 kwietnia 1865 roku odwiedził Biały Dom, aby zobaczyć się ze swoją rodziną. Tej nocy zginął jego ojciec.
- Jared Harris jako Ulysses Grant[13]
- Tommy Lee Jones jako Thaddeus Stevens[12]
- David Strathairn jako William Seward[14]
- John Hawkes jako Robert Latham
- Lee Pace jako Fernando Wood[15]
- Gulliver McGrath jako Tad Lincoln

## Muzyka
Oryginalna ścieżka dźwiękowa z muzyką z filmu autorstwa Johna Williamsa została wydana 6 listopada 2012.

## Nagrody
85. ceremonia wręczenia Oscarów:
- Najlepszy film – Kathleen Kennedy, Steven Spielberg (nominacja)
- Najlepszy aktor pierwszoplanowy – Daniel Day-Lewis (wygrana)
- Najlepszy aktor drugoplanowy – Tommy Lee Jones (nominacja)
- Najlepsza aktorka drugoplanowa – Sally Field (nominacja)
- Najlepszy reżyser – Steven Spielberg (nominacja)
- Najlepszy scenariusz adaptowany – Tony Kushner (nominacja)
- Najlepsza muzyka oryginalna – John Williams (nominacja)
- Najlepsza scenografia – Jim Erickson, Rick Carter (wygrana)
- Najlepsze kostiumy – Joanna Johnston (nominacja)
- Najlepsze zdjęcia – Janusz Kamiński (nominacja)
- Najlepszy dźwięk – Andy Nelson, Gary Rydstrom, Ron Judkins (nominacja)
- Najlepszy montaż – Michael Kahn (nominacja)

BAFTA (nominacje):
- Najlepszy film – Kathleen Kennedy, Steven Spielberg
- Najlepszy aktor pierwszoplanowy – Daniel Day-Lewis
- Najlepsza aktorka drugoplanowa – Sally Field
- Najlepszy aktor drugoplanowy – Tommy Lee Jones
- Najlepszy scenariusz adaptowany – Tony Kushner
- Najlepsze zdjęcia – Janusz Kamiński
- Najlepsza muzyka – John Williams
- Najlepsza scenografia – Jim Erickson, Rick Carter
- Najlepsze kostiumy – Joanna Johnston
- Najlepsza charakteryzacja i fryzury – Lois Burwell i Kay Georgiou

70. ceremonia wręczenia Złotych Globów:
- Najlepszy aktor w dramacie – Daniel Day-Lewis (wygrana)
- Najlepszy dramat (nominacja)
- Najlepszy aktor drugoplanowy – Tommy Lee Jones (nominacja)
- Najlepsza aktorka drugoplanowa – Sally Field (nominacja)
- Najlepszy reżyser – Steven Spielberg (nominacja)
- Najlepszy scenariusz – Tony Kushner (nominacja)
- Najlepsza muzyka – John Williams (nominacja)

## Krytyka
Piotr Gociek określił film jako powtórkę z rozrywki dla tych, którzy pamiętają Amistad Spielberga. Patos Lincolna miał być według niego odtrutką na pustą postpolitykę współczesności.